# 5. vonósnégyes (Bartók)
Bartók Béla V. vonósnégyese (Sz. 102, BB 110) 1934. augusztus 6. és szeptember 6. között íródott.
A művet a megrendelőjének (Elizabeth Sprague Coolidge) ajánlotta. A Kolisch Quartet mutatta be 1935. április 8-án, Washingtonban, majd egy évvel később az Universal Edition adta ki.
A mű tételei a következők:
1. Allegro
2. Adagio molto
3. Scherzo: alla bulgarese
4. Andante
5. Finale: Allegro vivace

A mű formáját tekintve hídformájú: a két szélső tétel rokon gyors tételek, a negyedik tétel a második variációja.
Ezt a szimmetriát szinte a legkisebb formai egységig viszi Bartók.
Tonalitásának legfőbb jellemzője, hogy a tonikával hagyományosan szembenálló dominánst és szubdominánst összeejti a (tritónusznyira lévő) polárisban. Ez szimmetrikus tonális teret eredményez: fölfele-lefele ugyanoda jutunk. Bartók ki is aknázza ezt, szinte minden dallam szerepel fordításban is.

## Tételek

### Allegro
Az első tételt Bartók szonátaformájúnak nevezte; annyiban szonátaszerű, hogy három fő része van, melyből a két szélső ugyanazokat a témákat hozza, annyiban viszont eltér, hogy a témák sorrendje fordított (mellesleg a témák maguk is tükörfordításban hangzanak el) és a repríz ugyanúgy modulál, mint az expozíció: az expozícióban a témák tonalitása rendre b, c és d, a reprízben fisz, asz és b. Ha ehhez hozzávesszük, hogy a középrész kezdő és záró tonalitása e, egészhangú skálát kapunk.
A tétel igen bonyolult metrikájú. Ez abból fakad, hogy két- és háromnyolcados csoportok hol aszimmetrikus bolgár ritmusban állnak egymással szemben (főleg a második témában), hol duola-triolaként (főleg az első témában).

### Adagio molto
A tétel maga is hídformájú.
Az első részben alig összefüggő atomok fokozatosan összeállnak akkord- és dallamelemekké, melyekből a második rész korálszerű zenéje: tartott akkordok, fölöttük rövid, expresszív dallamok bontakozik ki. A középrész után megint a korál jön, majd a zárórészben a zene megint elemeire bomlik.

### Scherzo: alla bulgarese
Triós forma (ABA). A főrész aba szerkezetű, tematikája ritmikájában bolgár (4+2+3/8), dallamszerkezetében magyar (négysoros kupolás szerkezet). Az „a” rész dallama szinte kizárólag tercekben és nyolcadokban mozog; a „b” részé erőteljesebb, sajátosabb profilú.
A középrész nagyon gyors (10/8, 1 ütem = 1 másodperc); dallamának legföltűnőbb sajátossága, hogy csak kétféle hanghosszúságot használ, melyek aránya 3:2 (minden ütemben két negyed és két pontozott negyed van, változó sorrendben).

### Andante
A második tétel testvére, ugyanolyan hídformájú. A szélső részekben valamivel nagyobb egységek szerepelnek; a korálokban repetált staccato akkordok közé ékelődnek expresszív dallamgesztusok.

### Finale: Allegro vivace
Az utolsó tétel megint híd formájú, igaz, itt van coda. A hídforma szimmetriát követelő tételrendjének megfelelően a zárótétel az első tétel ikerpárja. Valóban felidézi a finálé a nyitótétel téma-anyagát és hangulatvilágát, sőt kontrapunktikus szerkesztését is. Annál meghökkentőbb a tételbe beleszőtt két epizód szalonosan könnyed tánczene-töredéke, majd közömbösen nyekergő kintorna-részlete. Mindkettő – akárcsak Arnold Schönberg 2. vonósnégyesének „O, du lieber Augustin”-idézete – az olcsó kispolgári ízlést, a kor részvétlen közönyét tükrözi, mint groteszk ellentétet az emberiség sorsáért aggódó művész küzdelmeivel, vágyálmaival szemben.

## Autográf anyagok
- Partitúra-fogalmazvány, eldobott oldalakkal, vázlatokkal és részvázlatokkal (Bartók Péter gyűjteménye: 71FSS1)
- Autográf lichtpaus tisztázat (Washington, Library of Congress ML 29c V29)
- Lichtpaus másolat (Washington, Library of Congress ML 29e B29)
- Lichtpaus másolat Bartók és Deutsch János javításaival, az Universal Edition 10736 zsebpartitúra első kiadás (1936) metszőpéldánya (Bartók Péter gyűjteménye: 71FSFC2)
- Négy szólamra szétvágott lichtpaus másolat, javításokkal, az UE 10737a–d szólam első kiadás (1936) metszőpéldánya (Bartók Péter gyűjteménye: 71PartsFC1)
- A zsebpartitúra első kiadás javított példányai (Wiener Stadt- und Landbibliothek MHv14296; ifj. Bartók Béla gyűjteménye)